# 莱兹河畔莱博尔德
莱河畔莱斯博尔代（法語：Les Bordes-sur-Lez）是法国阿列日省的一个市镇，属于圣吉龙区（Saint-Girons）库瑟朗地区卡斯蒂隆县（Castillon-en-Couserans）。该市镇2009年时的人口为157人。

## 人口
莱河畔莱斯博尔代人口变化图示
| 数据来源：INSEE |